# Nothing Feels Good: Punk Rock, Teenagers, and Emo
Nothing Feels Good: Punk Rock, Teenagers and Emo es un libro escrito por Andy Greenwald, un escritor habitual de la revista Spin, publicado en 2003 por St. Martin's Press. El título Nothing Feels Good se tomó del álbum de The Promise Ring, una banda muy representativa del género emo durante mediados de los años 1990.
El libro explora la evolución del género y cultura emo desde los conciertos más modestos de los años 1980 hasta las grandes actuaciones de estadio posteriores, además de cómo ha afectado el etiquetaje de los jóvenes de esta subcultura. Greenwald define el emo como "un término un tanto burlón, difamado e incomprendido del punk rock melódico, expresivo y confesional". En parte, Greenwald asegura que el emo define una generación que expresa sus sentimientos cantando y conduciendo sus pensamientos abiertamente para que sean escuchados y subsanados. En el libro se sigue la evolución de bandas como Dashboard Confessional, Jimmy Eat World y Thursday, así como el desarrollo de sitios web como Makeoutclub y LiveJournal.